# Абих (грязевой вулкан)
Абих (азерб. Abix palçıq vulkanı) — потухший грязевой вулкан в Азербайджане. Расположен на Апшеронском полуострове, в 12 км к северу от города Баку. 
Грязевой вулкан находится в состоянии затишья на протяжении продолжительного времени. 
Грязевой вулкан был назван в честь геолога Германа Вильгельмовича Абиха. 